# بيني موردونت
بينيلوب ماري موردونت (بالإنجليزية: Penny Mordaunt)‏ وتُعرف اختصارًا بـ بيني موردونت (من مواليد 4 آذار/مارس 1973)، هي سياسيّة من حزب المحافظين ووزيرة الدولة لشؤون الدفاع منذ 2019. كانت بيني عضوًا في البرلمان عن دائرة بورتسموث نورث منذ انتخابات عام 2010 كما كانت وزيرة للخارجية للتنمية الدولية في الفترة المُمتدة من 2017 إلى 2019.
من تموز/يوليو 2016 إلى نوفمبر 2017؛ عملت بيني كوزيرة للدولة في وزارة العمل والمعاشات التقاعدية وبحلول نوفمبر من العام 2017 تمّ تعيينها وزيرة للتنمية الدولية. في أيّار/مايو 2019؛ عُيّنت موردونت كوزيرةٍ للدفاع بعد إقالة رئيسة الوزراء تيريزا ماي للسياسي ووزير الدفاع السابق غافين ويليامسون عقبَ تسريب معلومات في غاية السرية من مجلس الأمن القومي.

## الحياة المُبكّرة والتعلِيم
وُلدت موردونت في 4 آذار/مارس 1973 في ديفون. والدها هو مظليّ سابق كان قد عملَ في ثكنات هيلسيا قبل أن يتحوّل للعملِ كمدرس وَلديها شقيقان: جيمس وهوَ الأصغر ثمّ إدوارد الأكبر، أمّا والدتها فهيَ جينيفر سنودن وهي إحدى أقارب فيليب سنودن أول مستشارة عمالية في الخزانة كما أنّ أنجيلا لانسبيري هي ابنة عم جدتها. تلقى موردونت تعليمها في أكاديمية أوكلاند الكاثوليكية بواترلوفيل في هامبشاير كما درست الدراما والمسرح في مدرسة فيكتوريلاند.
عندما بلغت بيني موردونت الخامسة عشر من عمرها؛ توفيّت والدتها بعد إصابتها بمرضِ سرطان الثدي فيما غادرَ شقيقها المدرسة. في العام الموالي؛ تم تشخيص والدها بالسرطان الذي تعافى منه. شقّت موردونت طريقها في المدرسة شيئًا فشيئًا قبلَ أن تتحوّل للاهتمام بالسياسة وقد عزت هذا الاهتمام إلى تجربتها في العمل في المستشفيات ودور الأيتام في رومانيا بعدَ ثورة عام 1989. تخرجت بيني من جامعة ريدينج مع درجة البكالوريوس في الفلسفة في عام 1995؛ لتُصبحَ أول عضو في أسرتها يلتحق بالجامعة.
بعد التخرج؛ عملت موردونت في مجال العلاقات العامة قبلَ أن تعملَ كرئيسة لشباب حزب المحافظين في عهد رئيس الوزراء جون ميجر ثمّ عملت لمدة عامين كرئيسة للبث الإذاعي للحزب تحت قيادة وليام هيغ. عملت بعد ذلك كمتخصصة في الاتصالات في إحدى الجمعيّات كمَا عملت لفترة وجيزة كرئيسة للصحافة الأجنبية في حملة جورج دبليو بوش الرئاسية. كانت مديرة الاتصالات في مجلس كينسينجتون وكذَا في مجلس تشيلسي بورو في الفترة ما بين 2001-2003 قبل مغادرتها للعمل في حملة بوش مرة أخرى في عام 2004. شغلت منصبَ مديرة في صندوق المجتمع الذي اندمجَ إداريًا مع صندوق الفرص الجديدة لإنشاء صندوق أكبر وبحلول عام 2006 أصبَحت مردونت واحدة من ستة مديرين في جمعيّة السُكّري البريطانية الخيرية.

## المسيرة المِهنيّة

### في البرلمان (2010 - الآن)
بحلول نوفمبر 2003؛ تمّ اختيار موردونت كمرشحة محافظة للمنافسة عن دائرة بورتسموث الشمالية في الانتخابات العامة لعام 2005؛ لكنها خسرت أمام مرشحة حزب العمل سارة مكارثي فراي بـ 1139 صوتًا. بعد انتخابات عام 2005؛ عملت بيني كرئيسة لفريق حملة ديفيد ويلتس؛ ثمّ أُعيدَ اختيارها في كانون الثاني/يناير 2006 لخوض السباقِ الانتخابي حولَ بورتسموث الشماليّة في الانتخابات العامة لعام 2010؛ والتي فازت بها ثمّ أُعيدَ انتخابها مُجددًا في الانتخابات العامة لعام 2015 وكذَا في الانتخابات التشريعية البريطانية 2017.
بعد انتخابها؛ كانت بيني موردونت عضوًا في لجنة القانون العام لإصلاح الدفاع لعام 2014، وهيَ من مؤيدي المعالَجة المثلية بعد أن وقّعت اقتراحًا في وقت مبكر لدعم التمويل المستمر للخِدمة الصحية الوطنية. عندَ حصولها على جائزة أفضل برلمانية حسب استفتاء مجلّة ذا سبيكتاتور (بالإنجليزية: The Spectator)‏ في نوفمبر 2014؛ قالت موردونت إنها ألقت خطابًا في مجلس العموم قبل عطلة عيد الفصح مباشرة في عام 2013 بشأن رعاية الدواجن والنهوض بهذا القطاع؛ لكنّ تصريحاتها هذهِ أثارت ضجّة كبيرة وسبّبت لها بعض المشاكل خاصّةً بعدَما اتهمتها نائبة حزب العمال كيت هوي «بتهوين البرلمان».
في عام 2014، ظهر بيني موردونت في برنامج سبلاش! على الرغم من أن البعض انتقدَ ظهورها وتساءلوا عمّا إذا كان ينبغي أن يكون تركيزها على وسائلِ الإعلام أو على عملها في الدائرة الانتخابية. حينَها ذكرت موردونت أن ظهورها في البرنامج كانَ إيجابيًا إلى حد كبير كما دافعت عن ظهورها وقالت إنها تبرعت بجميع رسوم ظهورها والتي بلغت حَوالي 10,000 جنيه إسترليني. في عام 2015؛ صدرَ تقريرٌ وضّح أنّ موردونت احتلت المرتبة العاشرة من حيثُ الإنفاق في موسم 2014-15 من أصل جميع أعضاء البرلمان البالغ عددهم 650 عضوًا.
خِلالَ مُقابلة تلفزيونية معَ هيئة الإذاعة البريطانية في أيّار/مايو 2016 نفت مورداونت أن يكون للمملكة المتحدة حق النقض (الفيتو) ضد انضمام تركيا إلى الاتحاد الأوروبي على الرغم من المادة 49 من دستور الاتحاد الأوروبي تتطلبُ تصويتًا بالإجماع من جميع الأعضاء الـ 28 في الجمعية العامة للسماح بانضمام دولة جديدة وبالتالي فيُمكن لدولة ما معارضة انضمام دولة أخرى ما يعني تمتعها بحق النقض ضِمنيًا. أيّدت بيني في وقتٍ لاحق انسحاب المملكة المتحدة من الاتحاد الأوروبي؛ فيمَا قالَ رئيس الوزراء ديفيد كاميرون «إنّ رأيها كان خاطئًا تمامًا.» ونفس الأمر فعلَ جاي فيرهوفشتان الذي قالَ «إنّ رأيها كانَ خاطئًا.»

### وزيرة التنمية (2017-2019)

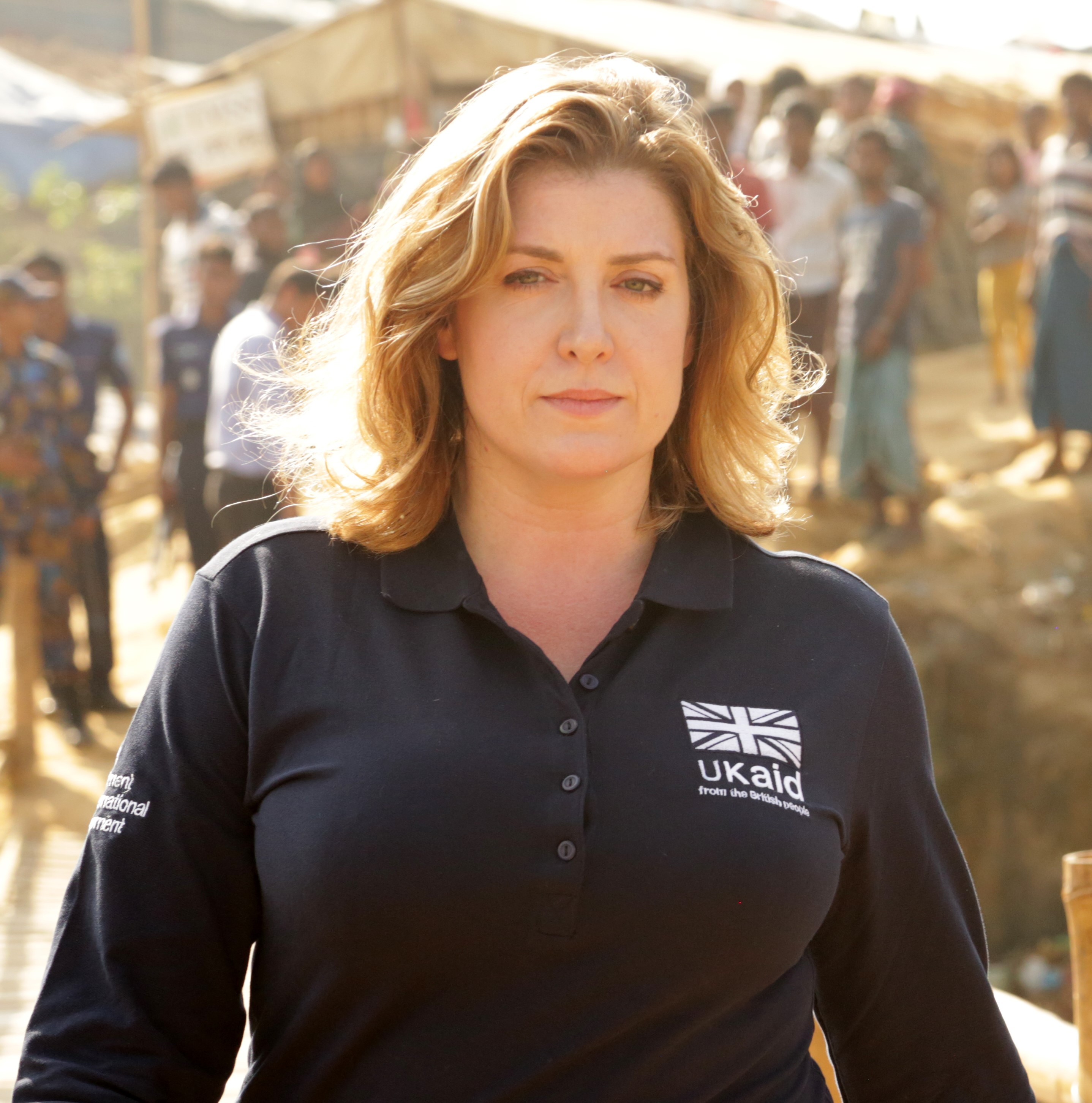
زيارة بيني موردونت إلى مخيم كوتوبالونج للاجئين في بنغلاديش في 25 تشرين الثاني/نوفمبر 2017

في 9 تشرين الثاني/نوفمبر 2017؛ عُيّنت موردونت كوزيرة للتنمية بعد أن استقالت بريتي باتيل بسبب سلسلة من الاجتماعات السرية وغير المصرح بها على ما يبدو مع ساسة إسرائيليين بينما كانت في عطلة. وَفي شباط/فبراير 2018؛ كشفَ تحقيق أجرته صحيفة التايمز عن مزاعم بسوء سلوك موظفي أوكسفام في العمل في هايتي في أعقاب زلزال عام 2010. جادلت موردونت أن أوكسفام التي تلقت 32 مليون جنيه إسترليني من أموال الحكومة في السنة المالية السابقة قد فشلت بسببِ تورطها في هذهِ الفضيحة وقالت أيضًا «إن أوكسفام "فعلت الشيء الخاطئ تمامًا بعدم إبلاغ الحكومة بتفاصيل ما جرى ... من المهم لمنظمات الإغاثة الإبلاغ عن المخالفات خاصةً في حالات مثل هذه.»
أصبحت بيني وزيرة للمرأة والمساواة في نيسان/أبريل 2018 لتحلّ مَحل آمبر رود التي استقالت بعدَ فضيحةٍ سياسية. بالإضافة إلى كلّ مناصبها هذه فقد سبق لبيني أن عملت في مجلس العموم كمَا عملت في لجنة الخصوصية والأوامر (اللجنة المشتركة) ولجنة الدفاع ولجنة التدقيق الأوروبية ولجان مراقبة تصدير الأسلحة (كانت تعرف باسمِ اللجنة الرباعية سابقًا).

### وزيرة الدفاع (2019 - الآن)
في الأول من أيار/مايو 2019؛ عُيّنت بيني موردونت كوزيرة للدفاع بعدَ إِقالة غافين ويليامسون عقبَ تسرب معلومات في غاية السريّة تُظهر عزم بعض الجهات على السماح بشكلٍ محدودٍ جدًا لشركة هواوي بالوصول لشبكة 5 جي داخلَ المملكة المُتحدة.

### نشاطات أخرى
كانت موردونت جندية احتياطية في البحرية الملكية حيثُ عملت كملازم فرعي؛ وهي زميلة في الجمعية الملكية للفنون وعضو في الجمعية الفلكية البريطانية كمَا شاركت في العديد من الجمعيات الخيرية العاملة في منطقة بورتسموث بما في ذلك ساوثسي غرينهاوس وهيلسيا ليدو ومركز ذا باتي وميمور مانور.